# 孔塔多拉集团

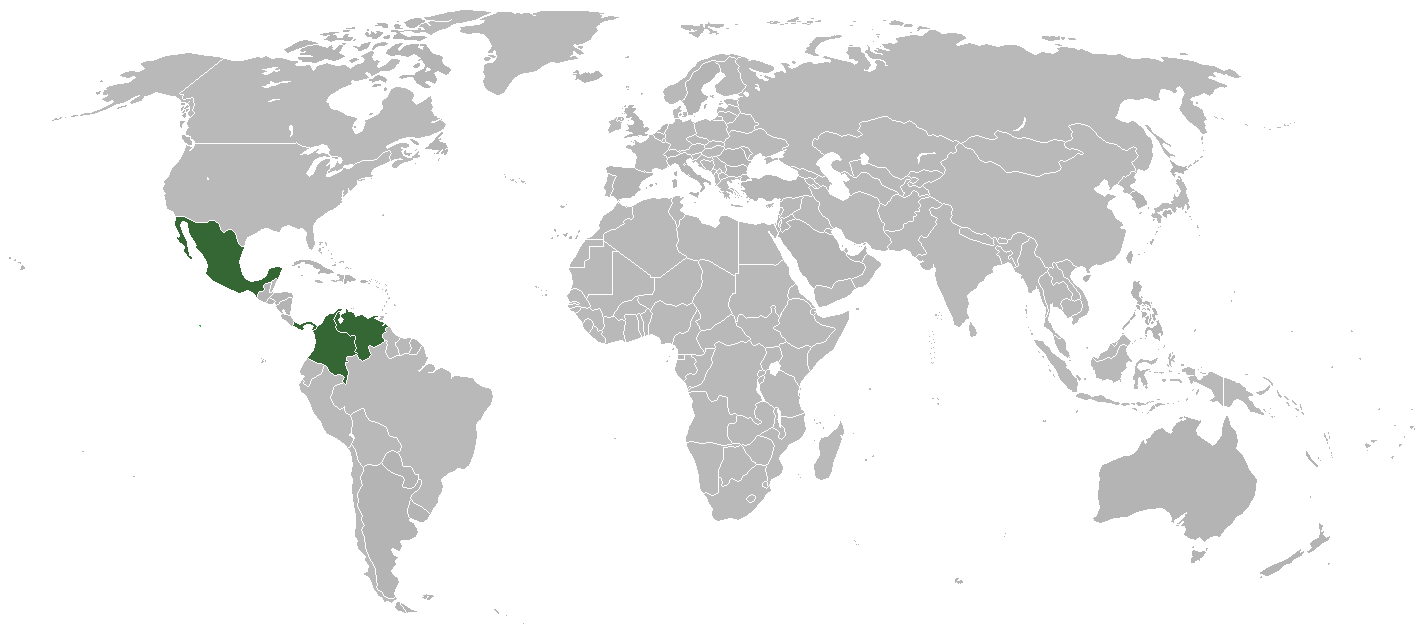
孔塔多拉集团成员国

孔塔多拉集团（西班牙語：Grupo Contadora）是哥伦比亚、墨西哥、巴拿马和委內瑞拉外交部长為應對中美洲危機而于1980年代初成立的一個組織。该組織的成員于1983年在珍珠群岛首次聚会。1983年9月，在孔塔多拉集团的斡旋下，中美洲各国外长在巴拿馬城簽署協議，決定结束中美洲地區的武装冲突。1986年12月，孔塔多拉集团併入里约集团。